# Südstadt (Nürnberg)

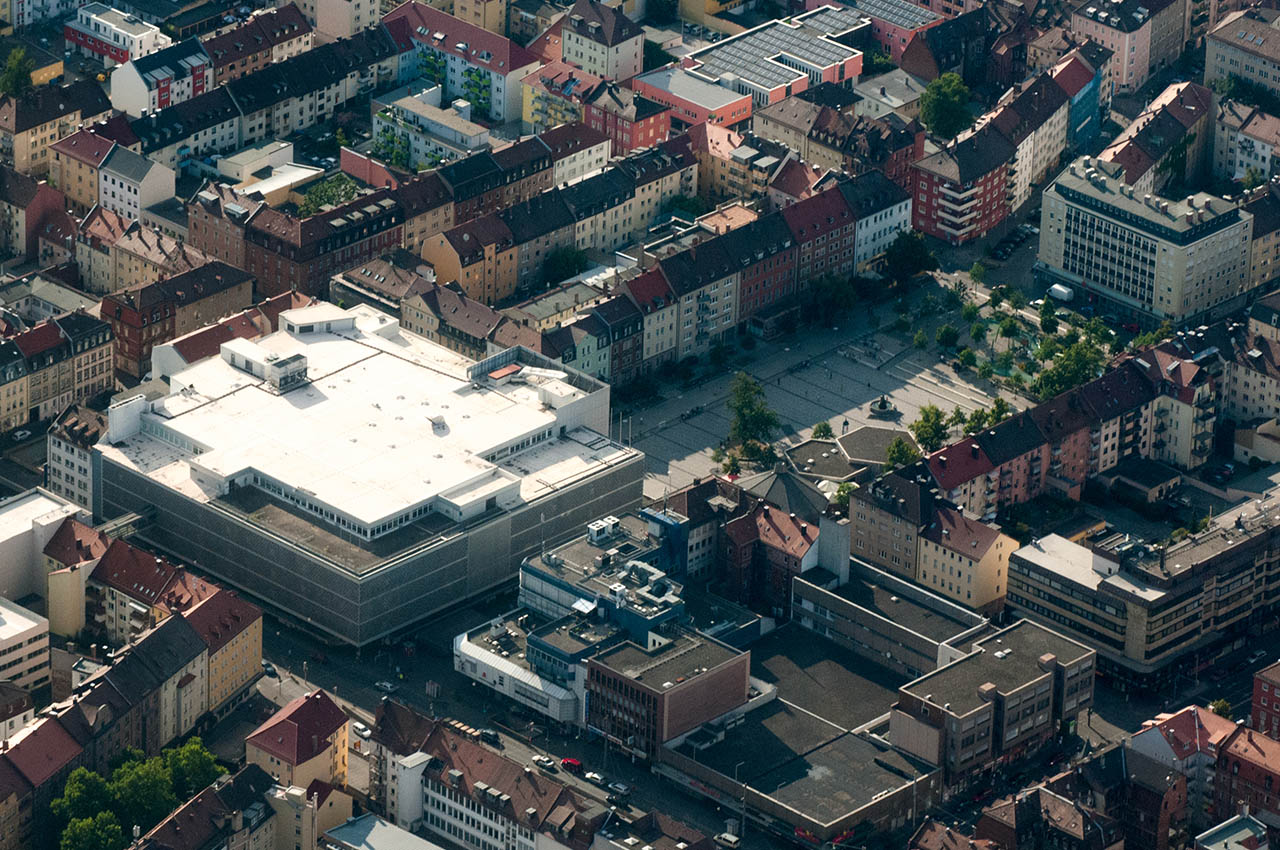
Luftbild des Aufseßplatzes (2014)

Südstadt ([ˈzyːtˌʃtat] ) ist ein Stadtteil von Nürnberg. Er umfasst die an den Hauptbahnhof südlich anschließenden innerstädtischen Gebiete.

## Die Südstadt

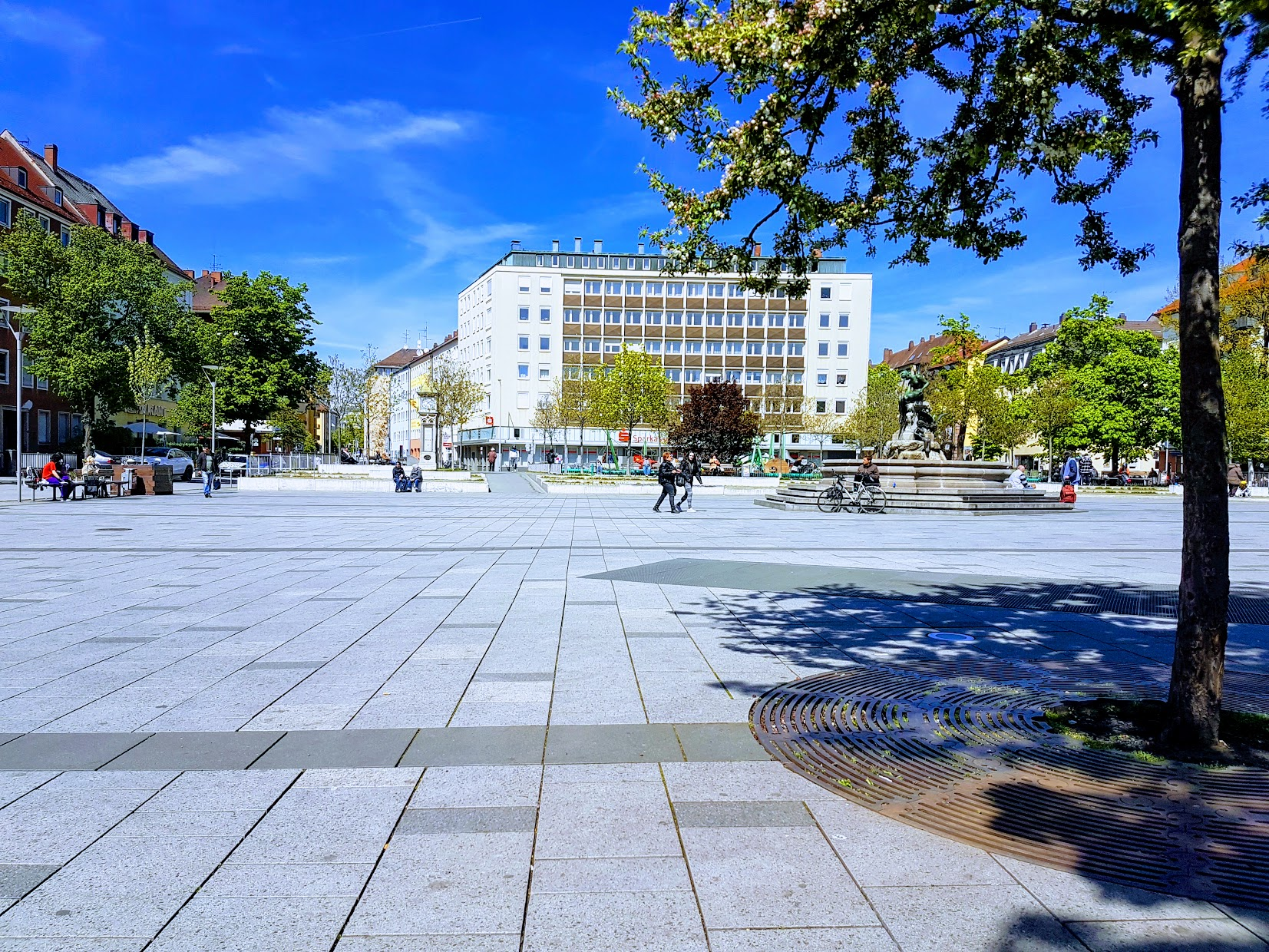
Aufseßplatz (2017)

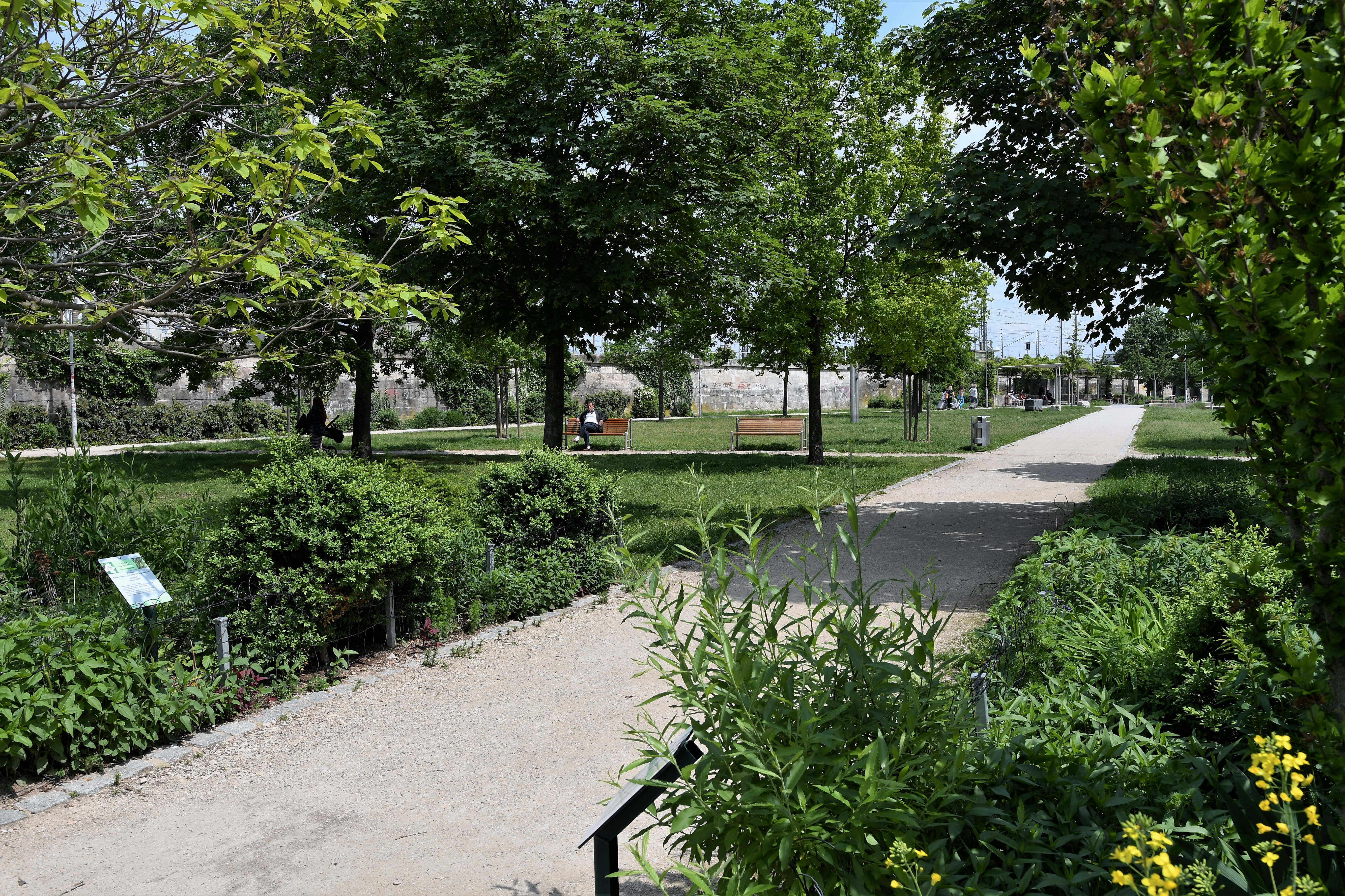
Östlicher Teil des Südstadtparks

Die zentrale Lage, günstige Immobilienpreise und ein großes Wohnungsangebot machen den Stadtteil attraktiv. Die Straßen der Südstadt sind lebendig und zeigen ein großes Angebot an Geschäften und Restaurants unterschiedlicher Nationalitäten. Um die Fußgängerzone am Aufseßplatz konzentrieren sich viele Läden. In weiten Teilen ist sie sehr gut durch U-Bahn und Straßenbahn für den ÖPNV erschlossen.
Die Südstadt hat eine hohe Bevölkerungsdichte, dabei einen hohen Migrantenanteil und war früher ein ausgeprägter Arbeiterbezirk. Im Westen und im Süden erstrecken sich ausgedehnte, oft altindustrielle Produktions- und Gewerbestandorte, die in den letzten Jahren teilweise einer neuen Nutzung zugeführt wurden. Die Südstadt weist eine dichte Bebauung auf, der Anteil an Grünanlagen ist gering, auch Straßenbäume sind selten. Verbunden mit einem großen PKW-Verkehrsaufkommen ergibt sich eine hohe Belastung der Luft.
Die Bevölkerungsdichte im „Statistischen Stadtteil 2 (Südstadt)“ liegt mit rund 12.300 Einwohnern/km² deutlich über dem Nürnberger Durchschnitt von 2.700.
Nach einer Analyse des Statistischen Amtes und der Bundesagentur für Arbeit bezogen im statistischen Bezirk Dianaplatz 30,6 Prozent der unter 65-jährigen Einwohner die Grundsicherung für Arbeitsuchende nach SGB II (Sozialhilfe). In den übrigen zur Südstadt gehörenden statistischen Bezirken lag der Anteil der Leistungsbezieher von Arbeitslosengeld II und Sozialgeld zwischen 15,2 und 23,4 Prozent und damit über dem – im bayerischen Vergleich hohen – Durchschnitt der Stadt von 11,3 Prozent. Einzige Ausnahme ist der statistische Bezirk Guntherstraße (8,7 Prozent), der den nördlichen Teil des sogenannten Nibelungenviertels bildet.
Der Anteil von Migranten liegt in der Südstadt bei 28,8 Prozent. Das macht sich im Straßenbild, der Sprachen und im internationalen Angebot der Geschäfte und auch auf dem jährlichen Südstadtfest bemerkbar.

## Varianten der Gebietsabgrenzung
Es gibt unterschiedliche Abgrenzungen, umgangssprachlich wird meist das Gebiet zwischen Münchner Straße/Hainstraße/Regensburger Straße im Osten, Frankenschnellweg im Westen, Bahndamm mit Hauptbahnhof im Norden und Franken-/Ulmenstraße im Süden gemeint.
Im Stadtentwicklungsbericht von Nürnberg 1981 gehen die Grenzen im Süden bis zum Rangierbahnhof und schließen auch Gibitzenhof und Hasenbuck ein.
Die Definition des EU-Ziel2-Fördergebietes nimmt im Westen die Werderau und Sandreuth dazu.
Für statistische Zwecke wird der „Statistische Stadtteil 2 (Südstadt)“ verwendet; er umfasst die statistischen Bezirke Glockenhof, Guntherstraße, Galgenhof, Hummelstein, Gugelstraße, Steinbühl, Gibitzenhof, Hasenbuck, Rangierbahnhof, Katzwanger Straße und Dianastraße.

## Geschichte

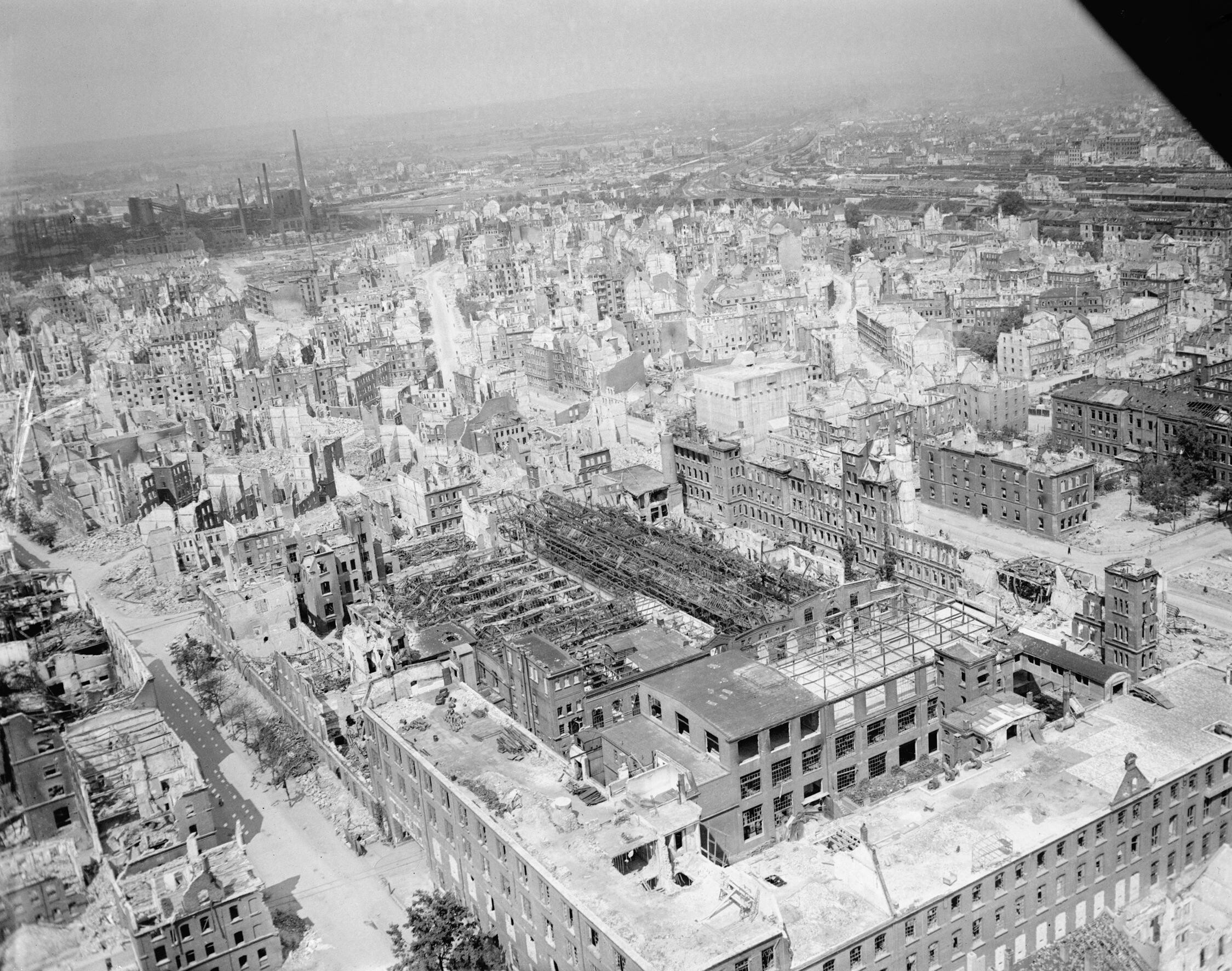
Zerstörungen im Zweiten Weltkrieg (28. Mai 1945)

Die Südstadt entwickelte sich ab 1830, als zahlreiche Gewerbebetriebe aus der Altstadt in die damals oft noch selbständigen Gemeinden im Süden Nürnbergs expandierten. Der Bau des Hauptbahnhofes 1845/46 förderte diese Entwicklung. Zwischen 1825 und 1900 wurden Tafelhof, Steinbühl, Gibitzenhof, Lichtenhof, Hummelstein, Hasenbuck, Gleißhammer, St. Peter, Glockenhof und Galgenhof eingemeindet.
Anders als die Nordstadt ist die Südstadt durch eine gemischte Bebauung mit einem hohen Anteil an Gewerbe- und Fabrikgeländen sowie meist mehrgeschossiger Wohnbebauung geprägt. 1889 bebauten die Schuckertwerke weite Grundstücke an der Landgrabenstraße. Südlich der Ringstraße errichtete die MAN großflächige Produktionsanlagen.
Im Ersten Weltkrieg wurde die Produktion insbesondere durch das Hindenburg-Programm ab 1916 auf den Kriegsbedarf umgestellt. Die MAN stellte Geschütze, Motoren und LKWs her, Siemens-Schuckert fertigte Scheinwerfer und Stromaggregate für U-Boote.
Die TeKaDe stellte ab 1924 in der Allersberger Straße Radioapparate her. 1926 wurde die Nürnberger Filiale des Kaufhaus Schocken am Aufseßplatz eröffnet. Es galt als Meilenstein des „Neuen Bauens“ in Nürnberg.
Im Zweiten Weltkrieg wurden wieder Rüstungsgüter hergestellt: Die MAN baute beispielsweise U-Boot-Motoren und einen großen Teil der Panther-Panzer; ihre Beschäftigtenzahl stieg von 2800 Anfang 1934 auf 6530 Anfang 1940. Aufgrund der Produktionsanlagen, der Bahnanlagen des Hauptbahnhofs im Norden und dem Rangierbahnhof im Süden wurde die Südstadt ein wichtiges Ziel alliierter Bombenangriffe; dabei wurden tausende Menschen getötet und unzählige Wohnhäuser zerstört.
Nach dem Krieg wurden die Wohnhäuser schnell und einfach wieder aufgebaut, viele Straßen wirken heute eintönig.
Nach dem Wiederaufbau erreichte die Industrie bald ihre alte Stellung wieder und zog viele Gastarbeiter an. Mit dem Niedergang der klassischen Industrie ab den 70er Jahren begann auch der Niedergang der Südstadt. Viele Traditionsfirmen mussten schließen und viele Arbeitnehmer wurden entlassen.
Die Wiedernutzung alter Industrieflächen ist seitdem ein wichtiges Ziel der Nürnberger Stadtentwicklung. Ein Beispiel ist das Nürbanum auf dem ehemaligen Philips/TeKaDe-Areal oder der FrankenCampus auf dem ehemaligen MAN-Verwaltungsgelände an der Frankenstraße.

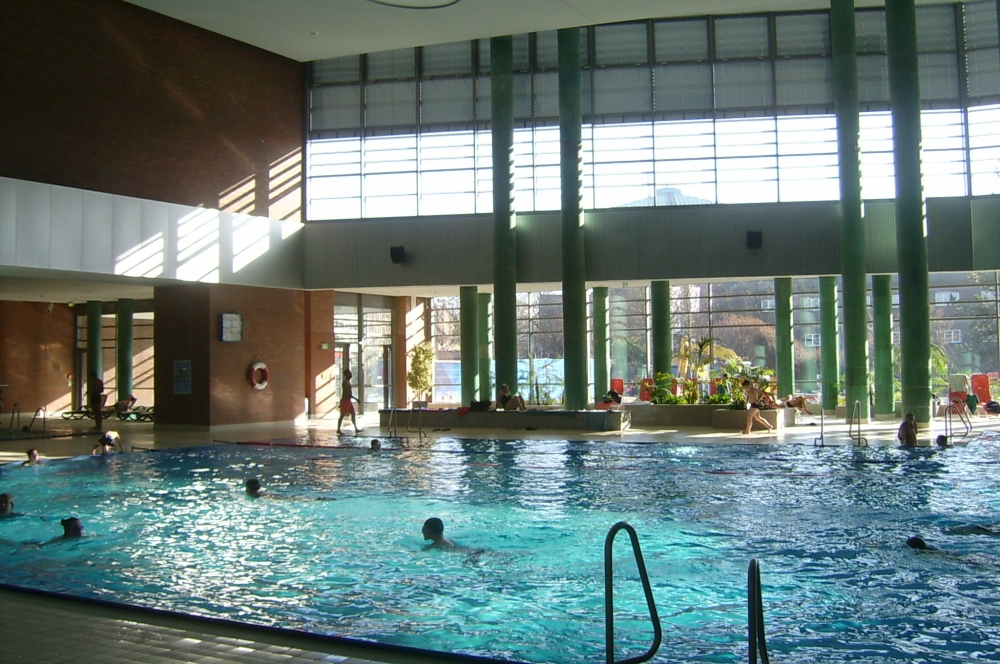
Schwimmhalle im Südstadtbad

Mit verschiedenen Förderprogrammen wird versucht, die Südstadt zu beleben, beispielsweise im Rahmen der Ziel-2-Förderung der Europäischen Union. Zu den Projekten gehörten – neben vielen Spielplatzumgestaltungen und kleineren Maßnahmen – unter anderem:
- die Einrichtung des Südstadtparkes 2002.
- die Umgestaltung des Aufsessplatzes 2007.
- die Neueröffnung des renovierten und neu gestalteten Südstadtbads 2008.[4]
- die Eröffnung des „Südpunktes“ als Haus für Bildung und Kultur 2009.[5]

## Veranstaltungen

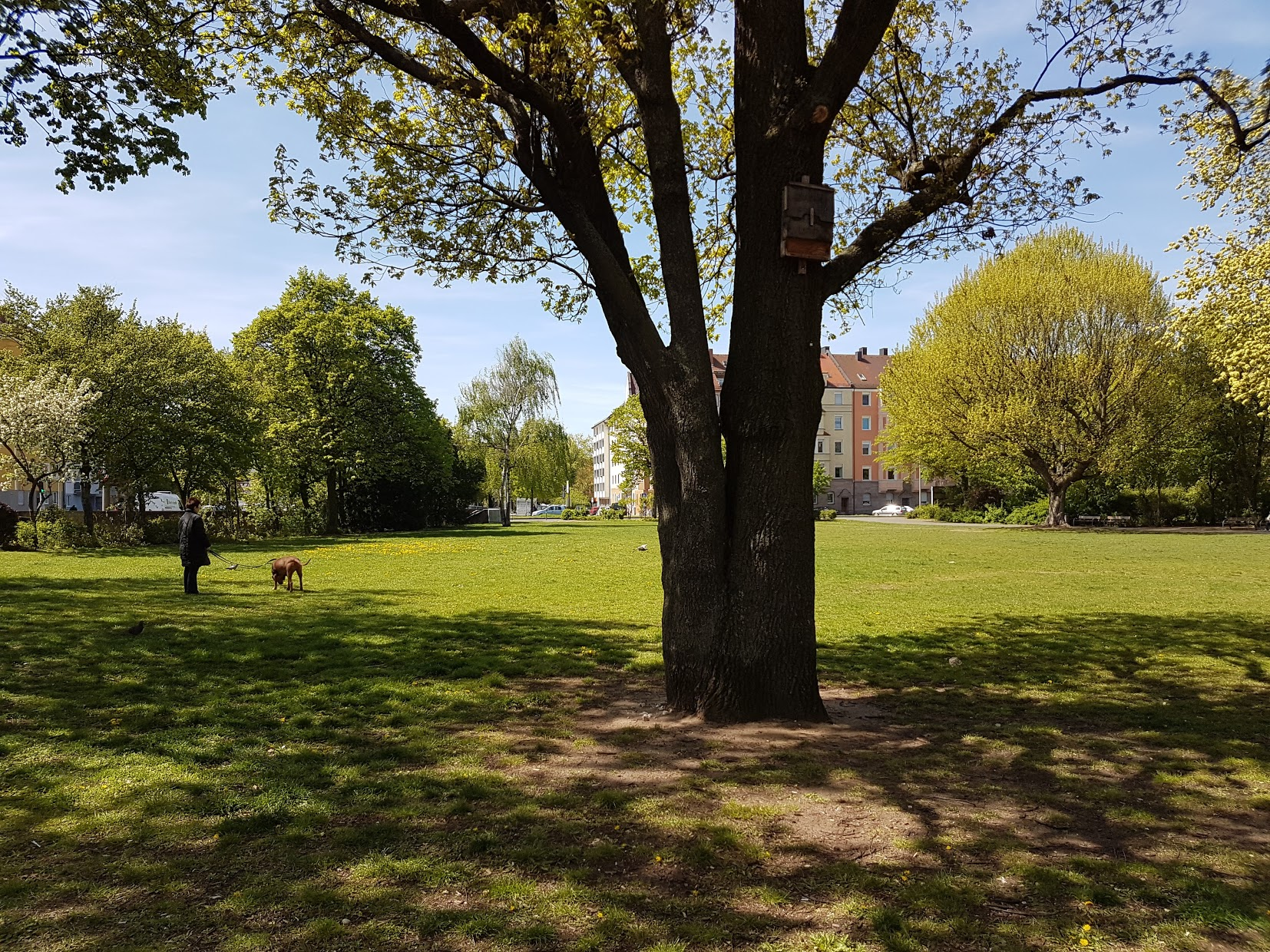
Annapark (2017)

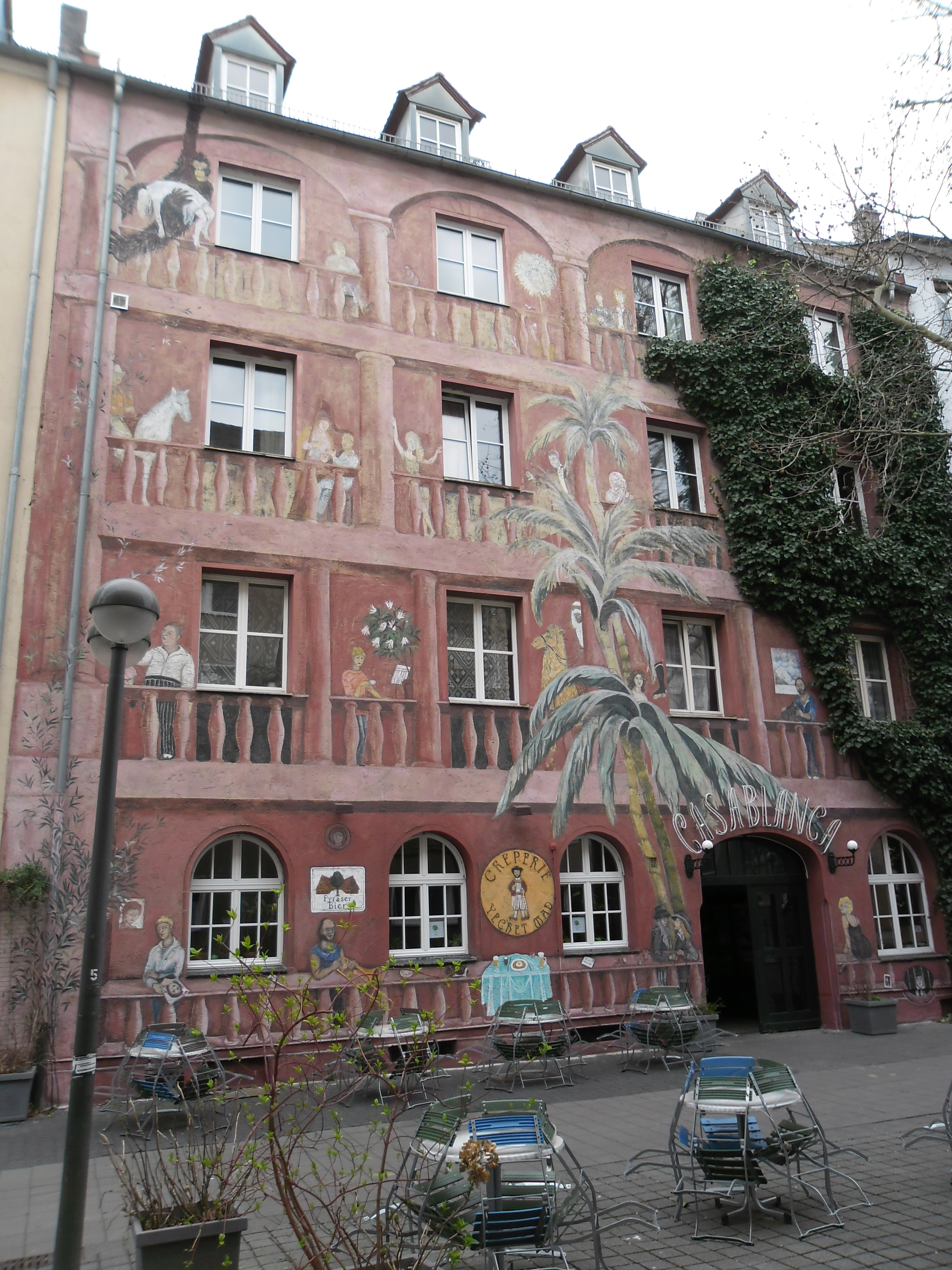
Casablanca-Kino

Das Südstadtfest ist das größte Stadtteilfest in Nürnberg mit ca. 80.000 Besuchern und bietet im Annapark neben Informationen ein breites multikulturelles Angebot, Budenstraßen und eine Veranstaltungsbühne. Tagsüber zeigen Vereine der Südstadt einen Querschnitt ihrer Aktivitäten, an den Abenden finden Konzerte statt. Das Südstadtfest wurde 1981 zum ersten Mal veranstaltet, damals auf dem Kopernikusplatz.
Seit 2005 wurde das Spirit Asia im Südstadtpark veranstaltet, ein Freiluft-Fest mit Budenteil und Bühnen. Das Spirit Asia sollte einerseits zur Belebung der Südstadt beitragen, anderseits war es, vom Wirtschaftsreferat initiiert, als Stärkung des modernen Standortprofils Nürnberg gedacht. Der nach eigener Angabe „größte Asienmarkt in Deutschland“ dauerte drei Tage und zog 2009 über 60.000 Besucher an. 2010 wurde das Spirit Asia wegen fehlender Sponsoren abgesagt.
Seit 2015 findet das Straßenfest gegen Rassismus am Aufseßplatz statt. Es setzt sich für ein besseres Zusammenleben aller Menschen verschiedener Religionen, Ethnien, Sprachen und Kulturen ein.